# Malmesbury (Wiltshire)
Malmesbury è un paese a nord-ovest della contea del Wiltshire, nel Sudovest dell'Inghilterra. Dista circa 150 km da Londra e 50 km da Bristol ed è situata a 5 km a nord dallo svincolo 17 della M4. La sua popolazione è di circa 6 000 abitanti.

## Geografia fisica
La città si trova vicino alla città romana di Cirencester, a Chippenham ed a Swindon, sita in un'area collinare modellata dalla geografia scolpita nei millenni da due fiumi che la circondano su tre dei suoi lati. Da ovest, il fiume Avon che scaturisce dallo Sherston, e da nord-ovest, da un affluente conosciuto come il nome di Tetbury Avon o, a livello locale, come il Monselice; i due rivers scorrono appaiati a pochi metri l'uno dall'altro, ma separati da uno stretto e alto istmo, spinti a sud (Bristol Avon) e ad est (Avon Tetbury). Questa idrografia crea uno sperone roccioso a sud, che degrada dolcemente verso il collinare, sino a quando i due fiumi si incontrano sul bordo meridionale della città formando belle e ripide scogliere.

## Il Borgo
La fondazione documentale del borgo risale ufficialmente all'anno 880.
Sorge sopra la collina principale caratterizzata da fianchi scoscesi con al vertice una spianata che dotava gli antichi abitanti della prima naturale e forte difesa contro i nemici. In passato i fiumi circostanti erano larghi e profondi, e per questo gli abitanti vi costruirono la roccaforte aggiungendo pareti, banchine e palizzate. Queste difese sono state incrementate e ricostruite nel corso della lunga storia della città, fino alla fine della Guerra Civile nella metà del secolo XVII. Sino a quel momento Malmesbury era una città murata con porte particolari utili per regolare il viavai della gente di questa importante città sede di uno storico mercato.
Con la costituzione del Commonwealth le difese divennero inutili. Le mura così trascurate per ragioni economiche ed ansia di spazio vennero infine abbattute e non furono mai più ricostruite.

### Storia
Malmesbury è considerato dagli inglesi un posto speciale, sacro, amato e ricco di storia. 
È ritenuta essere la più antica città inglese, continuamente abitata nel corso della storia dell'isola. Per più di due millenni e mezzo generazioni successive hanno popolato questo luogo collinare.
Recenti scavi archeologici hanno rivelato che la città si difese mediante mura in pietra a secco, che sono state datate all'Età del ferro, tra l'800 ed il 500 a.C., rendendo Malmesbury probabilmente la più antica città abitata dell'Inghilterra.
La città si trovava da secoli nel Wessex (il Regno Sassone occidentale unito) ed alla frontiera del Regno di Tetbury, 7 km a nord nella Mercia; l'animosità tra le due città fu concreta e sentita ancora oggi.
La prima comunità cristiana fu fondata a metà dell'VII secolo, e l'abbazia che domina il centro della città risale al 1180, quando apparteneva alla locale comunità benedettina. Il fiume Avon scorre nelle vicinanze della Chiesa di Daniel's. La torre di St. Paul's spicca sul complesso e rappresenta quello che resta in seguito delle demolizioni del XVII secolo. La torre si erge fiera ed ha ancora in sé le antiche campane.
Solamente circa un terzo del complesso abbaziale oggi si può ancora ammirare. Tutta la parte settentrionale della città era disseminata di edifici monastici ed è difficile immaginare oggi i vasti uffici dell'Abbazia e come sarebbero stati visti senza la dissoluzione dei monasteri della metà del XVI secolo.
Simbolo della città è la Croce del Mercato, costruita alla fine del XV secolo.
Molti poeti e pittori hanno visitato la città e la sua Abbazia trovando l'ispirazione. J.M.W. Turner alla fine del XVIII secolo dipinse molte vedute della città osservata dalla collina, e fortunatamente esistono ancora oggi molti acquarelli.

### Commoners Malmesbury
Nella Battaglia di Brunanburh del 937, il Re Atelstano del Wessex al comando delle forze Anglosassoni fermò l'invasione del Northumbria da parte delle forze Scozzesi alleate con quelle Vichinghe. Per diventare il primo King of All England egli si avvalse del sostegno di molti uomini di Malmesbury; in segno di gratitudine si dice che alla gente del borgo venne data loro la libertà, insieme con donazioni di ampie zone di terra a sud della città.
Lo status di uomini liberi di Malmesbury è stato tramandato attraverso le generazioni e rimane fino ad oggi. È probabile, tuttavia, che il titolo di uomo libero, sia stato dato a commercianti ed artigiani che entravano in città durante il Medioevo. Il reclamo della discendenza diretta da uomini che hanno combattuto con il Re Athelstan al giorno d'oggi commoners è improbabile, ma possibile. Almeno dal XVII secolo, tuttavia, il diritto è stato solo tramandato da padre in figlio o da parte di son in law. Si tratta al massimo di 280 persone.

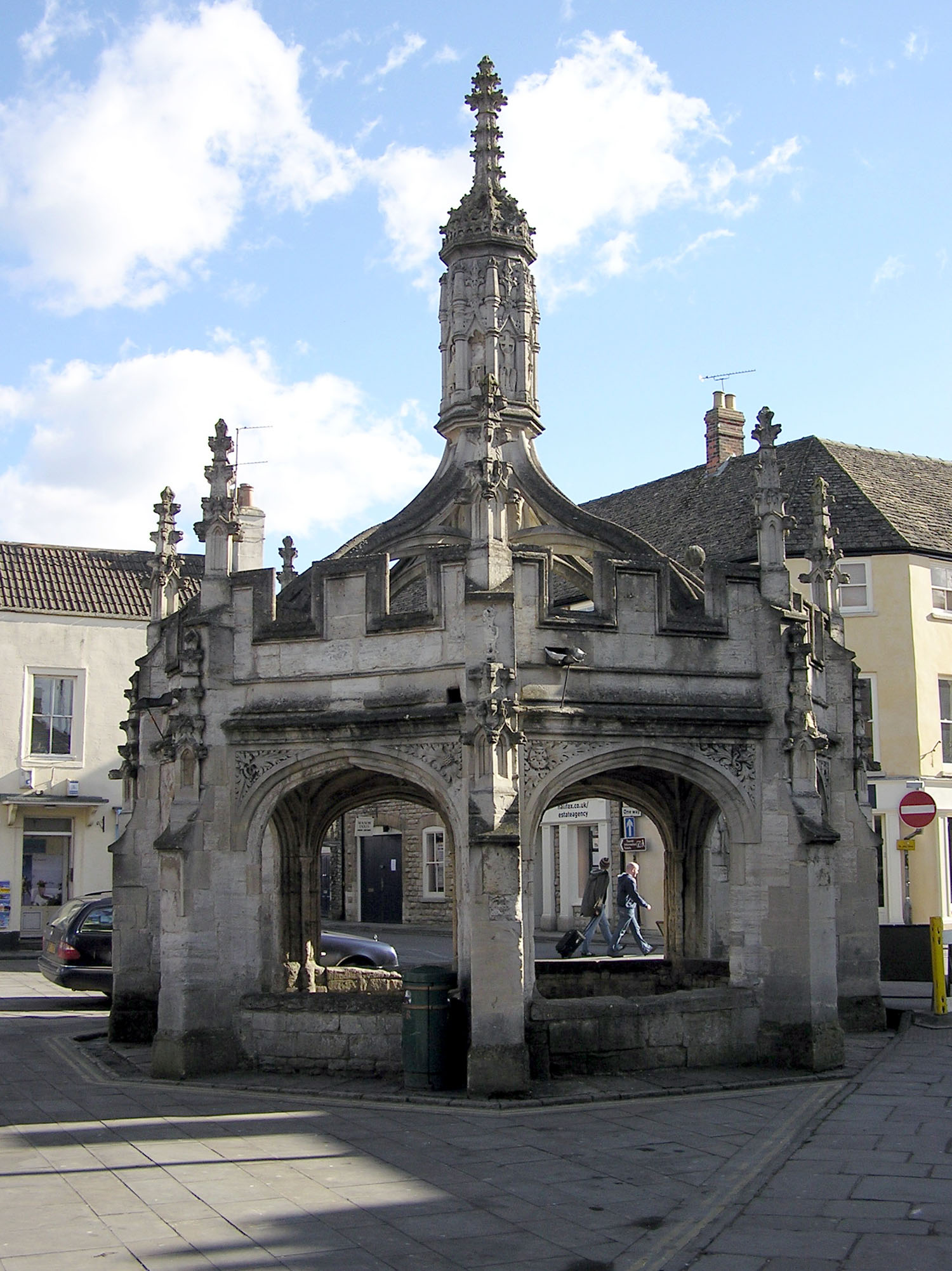
La Market Cross fu costruita alla fine del XV secolo. Oggi rimane uno dei migliori esempi del genere in Inghilterra

## Luoghi di interesse

### Old Bell Hotel
A lato dell'Abbazia, dalla parte degli Abbey House Gardens, ai confini con il Cotswolds, si trova il rinomato Old Bell Hotel, che risale al XII secolo, quando fu aperto per gli ospiti nobili in pellegrinaggio ed in visita all'Abbazia. È l'hotel più antico dell'Inghilterra, risalendo al 1220. L'hotel è storico, con antichi caminetti, dipinti, pareti in pietra e mobili d'epoca. Le 31 camere sono tutte diverse, alcune con travi a vista e caminetto, mentre quelle situate nell'area antica per la sosta delle carrozza sono ancora luminose e ariose. 
Il ristorante annesso propone una cucina francese ed internazionale.

### Market Cross
Nel centro della città si trova la Malmesbury Market Cross, costruita nel 1490, utilizzando la pietra recuperata dalle rovine dell'Abbazia. È stata descritta da John Leland (Noto antiquario) e descritta nel 1540 come un "diritto pezzo costoso del lavoro", che è stato costruito per ospitare il Folke Poore quando "giunge la pioggia". Si tratta di struttura ottagonale riccamente intagliata, riconosciuta per essere uno dei meglio conservati nel suo genere in Inghilterra.
Serve ancora oggi il suo scopo; è soprannominata la Birdcage, a causa del suo aspetto, ed ospita gli operatori del mercato diurno restando un punto di incontro serale gradito per la cittadinanza ed i turisti.

### Tower House
Si tratta di un grande edificio di origine medievale, ora una casa privata. La Tower House si trova alla fine di Oxford Street. Essa contiene un alto tetto ed una sala principale, dove si dice che Enrico VIII abbia cenato dopo la caccia nella vicina Bradon Forest. Nel 1840, un medico che lì viveva, per la sua passione per l'astronomia, costruì una torre alta stretta e sporgente dal tetto. Essa domina la 'skyline' della parte orientale della città.

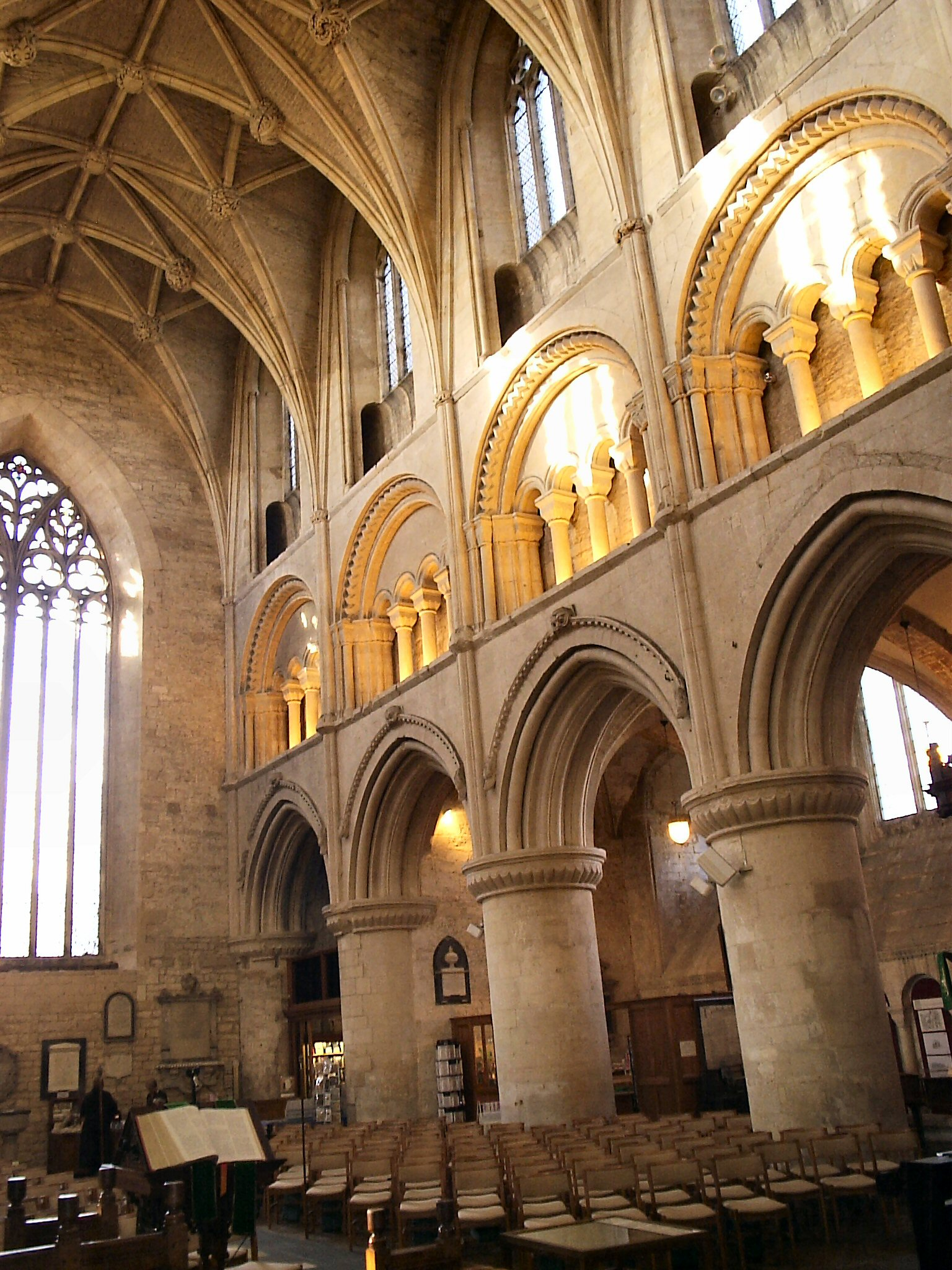
Interno della Malmesbury Abbey

### Daniel's Well
Si tratta di un'area cittadina molto nota sita presso le rive del fiume Avon, a ovest del centro della città, che prende il nome dal "frate Daniele" che frequentava, secondo una leggenda, queste rive e viveva nel IX secolo presso l'Abbazia.

### Malmesbury Abbey
L'Abbazia di Malmesbury si trova al centro della e può essere vista a miglia di distanza. L'attuale struttura è circa un terzo dell'edificio originario. Era un monastero fondato circa nel 676 da Sant'Aldelmo; l'edificio attuale risale al XII secolo e fu consacrato  nel 1180 circa. Una delle caratteristiche più notevoli superstiti di quel periodo è il portico a sud, con la sua magnifica arcatura normanna, contenente le sculture raffiguranti storie della Bibbia. Notevole il tetto a volta nella navata.
Nel corso dei successivi due secoli l'edificio venne ampliato; la guglia eretta, era ancora più alta di quella della Cattedrale di Salisbury. Crollata in seguito, probabilmente durante una tempesta, verso la fine del XVI secolo.
Nel 1539 Enrico VIII alienò il monastero, edificato come centro di culto. Esso fu acquistato da William Stumpe, che lo risistemò come chiesa parrocchiale, consacrandola il 20 agosto 1541. Da allora è sempre stato un luogo di culto.
Col passare degli anni l'edificio ha continuato la sua decadenza e nella rappresentazione degli artisti si riscontrano sempre meno le strutture originali ancora in piedi. L'evento più significativo fu il crollo della torre ovest, che lasciò uno squarcio dietro a quello che oggi è la parte posteriore della navata. 
Stampe di una mostra del XVIII secolo evidenziano il degrado del complesso che fu utilizzato come deposito di fieno e come recinto per maiali ed asini.
Agli inizi del XX secolo la situazione si è invertita: il lavoro di restauro effettuato consente oggi alla restante parte dell'Abbazia il suo uso regolare come chiesa parrocchiale.
All'Abbazia è legata anche la figura leggendaria del monaco Eilmer. Si narra che nel 1010 il monaco costruì delle ali meccaniche e volò dal tetto dell'Abbazia per 200 metri prima di rovinare al suolo fratturandosi le gambe.

### Bremilham
Vicino alla città si trova Bremilham, una piccola Chiesa situata sulla Cowage Farm, Foxley-cum-Bremilham, che misura appena 4 m per 3,6 m. Il suo unico Pew ha spazio solo per quattro persone e ci sono posti in piedi solamente per altre sei. La chiesa, che è elencata nel Guinness dei primati come la chiesa più piccola in uso in Gran Bretagna, mantiene il suo cerimoniale di Rogationtide. L'edificio si può raggiungere da direzione ovest, provenendo da Malmesbury, lungo la Foxley Road.

## La città oggi
Malmesbury ha un proprio Consiglio Comunale che svolge la propria attività dal Municipio. Nel mese di aprile 2009, è stato creato un nuovo organismo unitario: il Wiltshire County Council. Il collegio elettorale parlamentare appartiene al North Wiltshire.
Malmesbury è gemellata con la città tedesca di Niebüll da più di 20 anni. Nei primi mesi del 2000, un partenariato è stato creato con Gien della regione dei Paesi della Loira in Francia. Dal 2005, uno stretto rapporto è stato forgiato con l'omonima città di Malmesbury in Sud Africa.
Nel secolo scorso Malmesbury è cresciuta raddoppiando la propria popolazione. La città è essenzialmente rurale, ancora chiamata "la regina della collina della città in alto" e la "perla del North Wiltshire" La cittadinanza si impegna tradizionalmente per non perdere la propria identità storica e culturale conservando le qualità che la resero speciale nei secoli. La città è economicamente viva ed all'avanguardia anche nelle nuove tecnologie.

### Il governo locale
A livello più locale Malmesbury è un Comune. Il Consiglio comunale è composto da sedici consiglieri che eleggono ogni anno un Sindaco ed un vice Sindaco. Per le elezioni Malmesbury forma una sezione elettorale che elegge il Consiglio.

### L'istruzione

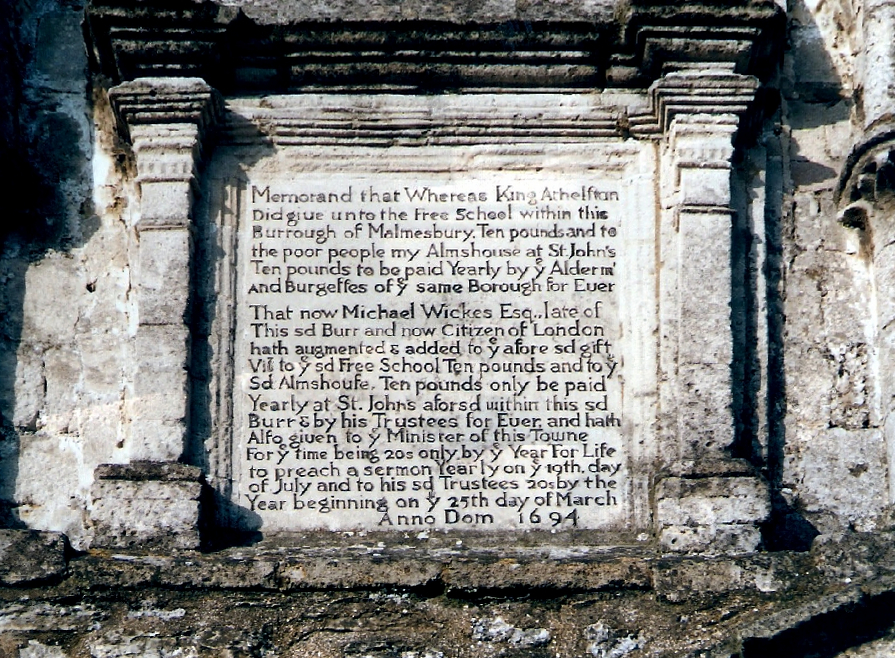
Lapide che descrive i lasciti di beneficenza posta sul muro dell'ospizio di San Giovanni.

Malmesbury ha due scuole elementari, la Malmesbury Church of England Primary School e la St. Joseph's Catholic School; presente anche una scuola secondaria la Malmesbury School.

### L'economia
Tradizionalmente resta una città mercato che serve la zona rurale del nord-ovest Wiltshire; l'agricoltura rappresenta la principale risorsa economica e per l'occupazione.
La rivoluzione industriale ebbe poco effetto sull'economia della città anche se una volta il centro deteneva un'industria originale del merletto. La stazione ferroviaria, costruita nel 1877, è stata infatti chiusa nel 1960.
Oggi, l'industria principale di Malmesbury è la Dyson, che ha la propria sede poco fuori della città. Il quartier generale coordina però solo un'organizzazione di progettazione, mentre la produzione è delocalizzata in Malaysia. Seguono le industrie elettroniche militari VND.
La città dispone anche di una High Street, con numerosi negozi indipendenti che propongono i beni di produzione agricola ed artigianale locale. Ancora vivo e regolare lo storico mercato.
Malmesbury è sempre più un centro turistico, promosso inizialmente da John Betjeman.
Alla fine del 1990, la città acquistò un nuovo richiamo turistico: la Abbey House Gardens, un'attrazione basata sul tradizionale ma caratteristico giardino che si trova intorno alla casa medievale di Abbott, accanto all'Abbazia. I giardini si estendono dal centro della città sino al fiume Avon.

### Le industrie EKCO
All'inizio della Seconda guerra mondiale, la società elettronica EKCO spostò una parte delle sue produzioni da Southend-on-Sea a Cowbridge House. 
L'Inghilterra per evitare il pericolo dei bombardamenti nazisti costruì a Malmesbury una fabbrica per ideare e produrre attrezzature radar militari. La fabbrica ha continuato la produzione anche dopo la Seconda guerra mondiale, ed infine entrò a far parte della AT&T. Il polo industriale è stato in uso, come uffici, fino al 2004, allorché la controllante Lucent Technologies decise di spostare le produzioni a Swindon.

## Amministrazione

### Gemellaggi
- Niebüll
- Gien

## Società

### Tradizioni e folclore
- Gli abitanti di Malmesbury sono conosciuti come Jackdaw. Ciò deriva dalla colonia di taccole che popolano le pareti ed il tetto dell'abbazia.
- Malmesbury ha un fiorente Carnevale, che si svolge nelle ultime due settimane di agosto, con una processione finale attraverso la città il primo sabato di settembre. Il Carnevale è cresciuto negli ultimi anni comprendendo ormai oltre 30 eventi che vanno da eventi musicali a una sfida contro il Guinness dei primati per la più grande pillow fight.
- Malmesbury festeggia "nove giorni di meraviglia" da quando due maiali Tamworth (i Tamworth Two) nel gennaio 1998 sfuggirono dal mattatoio della città. Nuotarono nel ramo Tetbury del fiume Avon, passando poi in alcuni campi vivendo in un frutteto per una settimana. La storia comparve nei titoli dei giornali internazionali, nei giornali scandalistici e nei telegiornali determinando una gara per salvare i maiali. Essi vissero poi una vita comoda a sud dell'Inghilterra, nel Rare Breeds Center, nei pressi di Ashford, nel Kent.
- Malmesbury è conosciuta come la casa ancestrale della famiglia Hanks.
- Il Singers Malmesbury sono un coro che si esercita ogni lunedì nella Malmesbury Abbey. Preparano due concerti all'anno.
- Il festival di World music Womad Charlton Park; si tiene annualmente a Charlton Park di Malmesbury a partire dal 2007.
- Malmesbury ha il suo Centro di danza Morris (Morris Dancing) denominato Malmesbury Morris - fondato nel 2004. Si incontrano il giovedì presso la Sala di Lettura di Corston, poco a sud di Malmesbury.

## Note

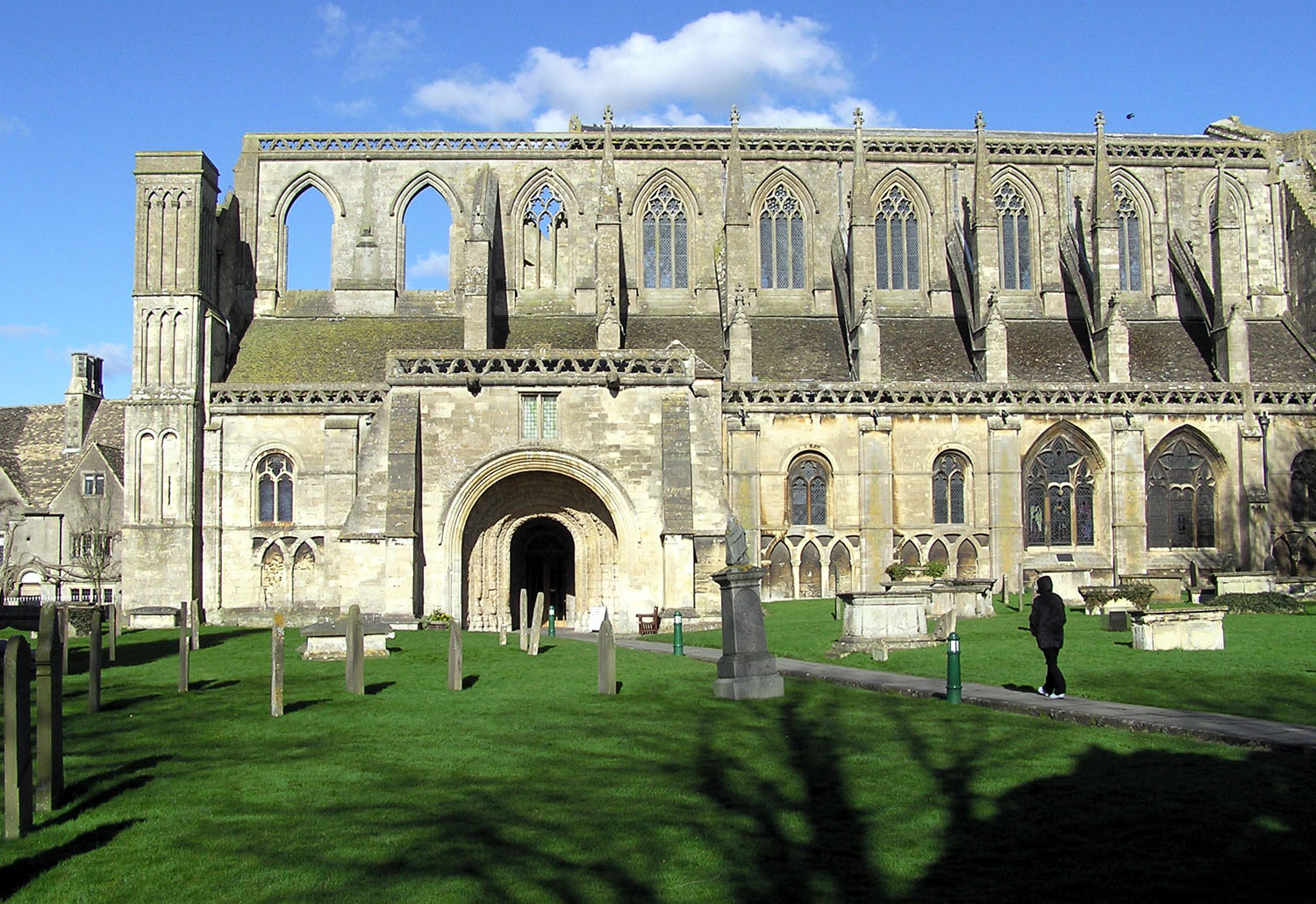
L'ingresso principale della Abbazia di Malmesbury (Portico Sud) visto dal cimitero. La foto mostra la modernità della Badia, a destra si trovano solo rovine.

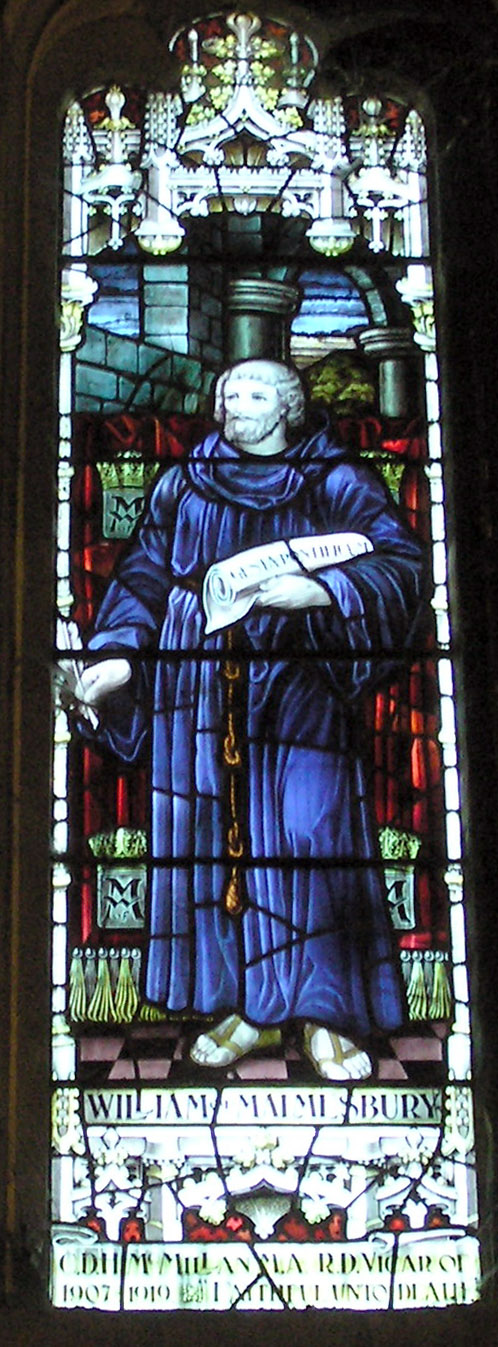
Mosaico di vetro di William sito nell'Abbazia di Malmesbury.

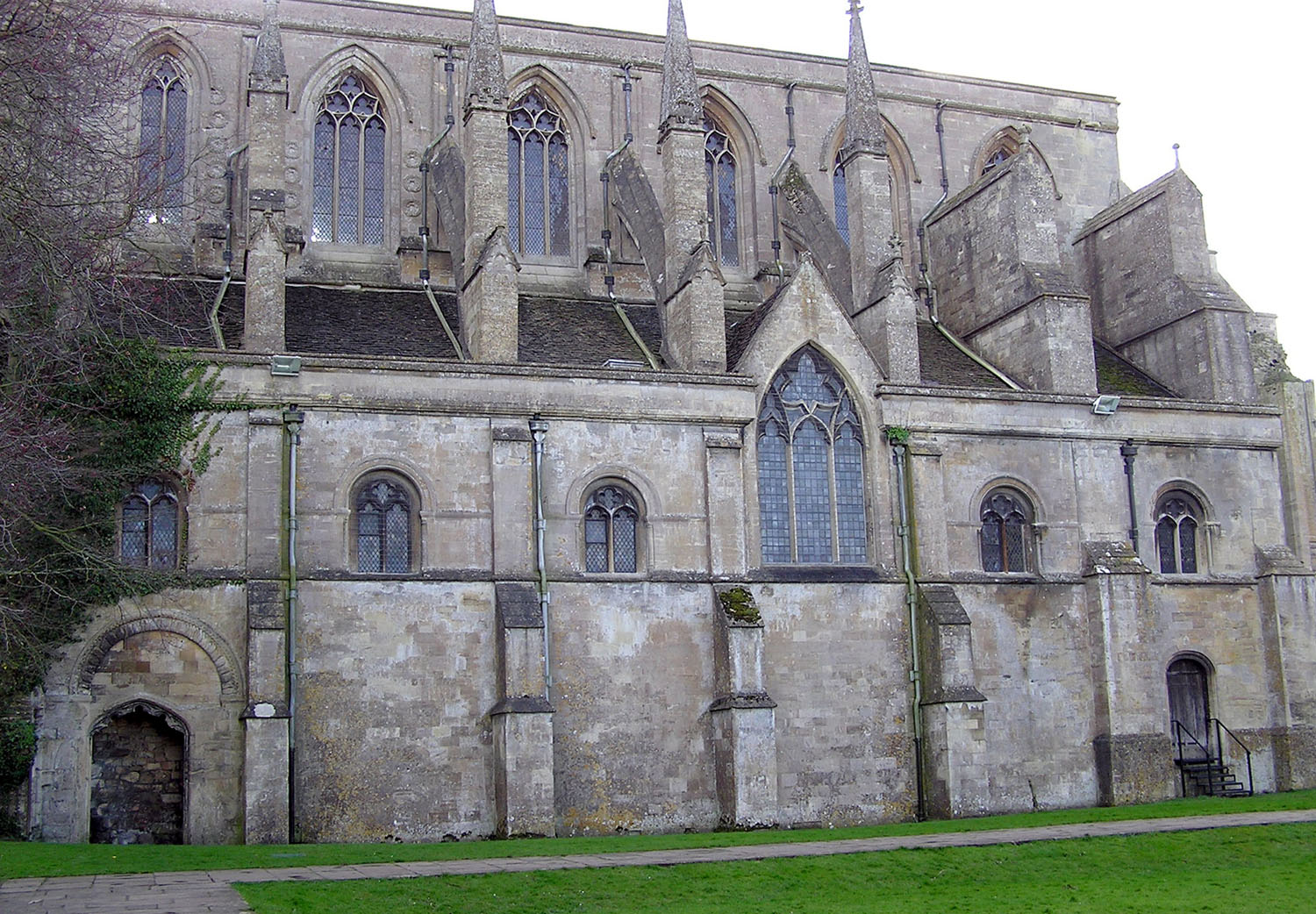
Veduta dell'Abbazia di Malmesbury risalente al 1180.